# Корабельные расписания
Корабельные расписания — совокупность служебной документации, которая определяет распределение членов экипажа корабля по их боевым постам и командным пунктам, порядок использования штатного вооружения и судовых технических средств, выполнения рутинных мероприятий и тому подобное.
Помимо этого корабельные расписания регламентируют спектр обязанностей личного состава в повседневных и боевых условиях, а также — при проведении регулярных корабельных работ.

## Общие положения
Корабельные расписания относятся к боевой документации корабля и служат основанием для составления боевых инструкций, которые вместе с расписаниями рассматриваются как основополагающие уставные документы по несению корабельной службы. В Русском флоте первые требования к каждому члену экипажа, устанавливающие его обязанности и местонахождение во время вооружённого столкновения и на отдыхе, были определены положениями Морского устава 1720 года. В последующих изданиях («Устав Военного флота» 1797 года и других) они дополнялись изменениями, связанными с появлением новых видов вооружений и технических средств, обновлённой практикой боевой и повседневной деятельности военно-морских сил и тому подобное.

## В современном ВМФ России
В военно-морских силах Российской Федерации полный перечень корабельных расписаний определяется Корабельным уставом ВМФ. Все корабельные расписания каждого плавсредства сводятся в Книгу корабельных расписаний, которая также содержит:
- корабельную боевую схему;
- схемы повседневной и боевой организаций корабля;
- схему размещения и нумерации общекорабельных средств борьбы за живучесть;
- и другое.

К Книге корабельных расписаний прилагается Сборник боевых инструкций личного состава корабля, в которых подробно излагаются все служебные обязанности членов экипажа по всем боевым расписаниям.

### Виды корабельных расписаний
Каждое из корабельных расписаний принадлежит одному из двух видов — боевому и повседневному. К боевым расписаниям относятся:
- по боевой тревоге (боевая готовность № 1),
- по боевой готовности № 2,
- по приготовлению корабля к бою и походу,
- по борьбе за живучесть корабля,
- по борьбе с подводными диверсионными силами противника,
- по специальной обработке корабля,
- по приёму и сдаче боеприпасов,
- расписание работы корабельной подрывной команды,
- и др.

Как правило, основой для составления всех остальных корабельных расписаний служит расписание по боевой тревоге. При этом, на кораблях подводного флота составляются по два расписания по боевой тревоге и боевой готовности № 2 для надводного и подоводного положений судна.
К повседневным корабельным расписаниям относятся:
- расписание по заведованиям;
- по осмотру и проверке оружия и технических средств;
- по постановке на якорь, бочку, швартовы и снятию с них;
- по буксировке;
- по приёму и передаче (твёрдых, жидких, взрывоопасных и тому подобное) грузов на ходу;
- по каютам и кубрикам для жилья;
- по приборкам;
- и так далее.

Для серийных плавсредств Главным штабом ВМФ могут быть составлены типовые корабельные расписания, в которых указываются обязанности личного состава на конкретном месте действия (в боевом отсеке, помещении, на боевом посту, командном пункте и тому подобное), должности и боевые номера офицеров, мичманов, старшин и матросов.